# Nova Alvorada do Sul
Nova Alvorada do Sul, amtlich Município de Nova Alvorada do Sul, ist eine Stadt im brasilianischen Bundesstaat Mato Grosso do Sul in der Mesoregion Süd-West in der Mikroregion Dourados.

## Geschichte
Viele Jahre lang war Nova Alvorada do Sul unter dem Namen Entroncamento (Knotenpunkt) bekannt, weil die Stadt am Treffpunkt mehrerer Transportwege und Kulturen liegt.
Im Jahre 1976 war die Siedlung noch ein Distrikt von Rio Brilhante. 1991 wurde sie als eigenständige Gemeinde ausgegliedert.

## Geografie

### Lage
Die Stadt liegt 120 km von der Hauptstadt des Bundesstaates (Campo Grande) und 1139 km von der Landeshauptstadt (Brasília) entfernt. Die Stadt grenzt an die Nachbarstädte Rio Brilhante, Sidrolândia, Campo Grande, Ribas do Rio Pardo, Nova Andradina und Angélica.

### Klima
In der Stadt herrscht tropisches Klima (AW) mit hohen Niederschlägen im Sommer und trockenen Wintern. Die Durchschnittstemperatur im kältesten Monat liegt zwischen 14° und 15°. Die Niederschläge variieren zwischen 1500 mm und 1700 mm im Jahr.

### Gewässer
Die Stadt liegt am Rio Brilhante, der zum Flusssystem des Río de la Plata gehören.

### Vegetation
Das Gebiet ist ein Teil der Cerrados (Savannen Zentralbrasiliens).

### Verkehr
In der Stadt mündet die Bundesstraße BR-163 in die Bundesstraße BR-267.

## Wirtschaft
Wichtigster Wirtschaftszweig ist der Zuckerrohranbau und zuckerrohrverarbeitende Firmen wie Grupo Safi, Eldorado, Lous Dreyfus und Tavares de Melo. Aufgrund der hohen landwirtschaftlichen Produktion gibt es in der Stadt auch viele Lebensmittelfirmen.

### Durchschnittseinkommen und HDI
Das Durchschnittseinkommen lag 2011 bei 23.860 Real, der Index der menschlichen Entwicklung (HDI) bei 0,694.